# BURST THE GRAVITY
「BURST THE GRAVITY」（バースト・ザ・グラビティ）は、日本の音楽ユニット・ALTIMAの3作目のシングル。

## 概要
- 前作「ONE」から約5か月ぶりのシングル。
- シングル作品としてのタイトルは「BURST THE GRAVITY」だが、表題曲としてのタイトルは「Burst The Gravity」となっている。
- 表題曲はテレビアニメ『アクセル・ワールド』のオープニングテーマに起用され[1]、初めてオープニングテーマを担当した。
- 初回限定盤と通常盤の2形態で発売され、初回限定盤には表題曲のミュージック・ビデオとダンスバージョン映像、メイキング映像、スポットCM映像を収録したDVDが同梱された[2]。

## 収録曲
| 全作曲・編曲: 八木沼悟志。 |                                      |                 |            |            |      |
| #                          | タイトル                             | 作詞            | 作曲・編曲 | ラップ作詞 | 時間 |
| 1.                         | 「Burst The Gravity」                | 黒崎真音        | 八木沼悟志 | motsu      | 4:26 |
| 2.                         | 「CYBER CYBER」                      | motsu、黒崎真音 | 八木沼悟志 |            | 3:44 |
| 3.                         | 「Burst The Gravity (instrumental)」 |                 | 八木沼悟志 |            | 4:26 |
| 4.                         | 「CYBER CYBER (instrumental)」       |                 | 八木沼悟志 |            | 3:42 |
| 合計時間:                  | 合計時間:                            | 合計時間:       | 合計時間:  | 16:18      |      |

### 解説
1. Burst The Gravity
タイアップに起用されたアニメ『アクセル・ワールド』が持つ加速感と疾走感を再現することをテーマに、1990年代初頭のハードコアテクノを2012年風にアップデートした楽曲[注 1]。コンプレッサーにサイドチェインを用いてシンセサイザーやシンセベースの裏拍8分を強調し、突き抜け感を出すためにBPMを上げて音数を減らして制作された[3]。
ミュージック・ビデオは初めて国内で撮影され、ビルの屋上で多数のエアロビクスダンサーを従えて行われた。また、後半にはタレントの岡本夏生がレオタードの衣装で出演している[4]。
2. CYBER CYBER
表題曲同様ハイパーテクノに着想を得て制作され、EDM要素を強めた楽曲。音楽プロデューサーの小島からは「問題作」「事故」などと揶揄された[5][6]。
3. Burst The Gravity (instrumental)
表題曲のインストゥルメンタルバージョン。
4. CYBER CYBER (instrumental)
カップリング曲のインストゥルメンタルバージョン。

## 参加ミュージシャン
ALTIMA
- MOTSU：Rap (#1,2)
- SAT：Synthesizers & Programming (全曲)
- MAON：Vocals (#1,2)

Support Musician
- a2c：Guitar (全曲)

## タイアップ
- 独立放送局系テレビアニメ『アクセル・ワールド』後期オープニングテーマ (#1)

## 収録アルバム
- TRYANGLE (#1,2 Album ver.)
- J-アニソン神曲祭り-ハピネス- (#1)
- J-アニソン神曲祭り-スパーク- [DJ和 in No.1 胸熱MIX] (#2)